# Deutsche Schachzeitung
Le Deutsche Schachzeitung ("journal échiquéen allemand") était un journal mensuel d'échecs en langue allemande paru de 1846 à 1988, et publié à Berlin (quelques fois aussi à Leipzig).

## Histoire
Le journal échiquéen Deutsche Schachzeitung est publié pour la première fois en juillet 1846 en tant qu'organe de publication de la Société d'échecs de Berlin, simplement sous le nom de Schachzeitung. Le premier rédacteur était Ludwig Bledow .
Il reçoit le nom de Deutsche Schachzeitung en 1872. Sa publication se fait sans interruption jusqu'en septembre 1944.  Après la Seconde guerre mondiale, il disparait avec la chute du régime allemand et la disparition de l'Allemagne. Il revient pour la première fois en octobre 1950, avec un nouveau rédacteur en chef, Rudolf Teschner, qui restera en poste pendant 38 ans, jusqu'en 1988. En octobre 1955, cinq ans après sa renaissance, le Schachdeutsche Zeitung fusionne avec le magazine d'échecs Caïssa, qui avait été créé par les Britanniques dans la zone qu'ils occupaient à l'époque. Cette fusion donne un nouveau nom au journal, qui devient le Deutsche Schachzeitung Caissa, et ce nom restera jusqu'à l'été 1985. 
Le Deutsche Schachzeitung connait des difficultés financières à la fin des années 1980. Le numéro de janvier 1989 est publié dans le journal Schach-Report et il cesse en réalité d'être publié.

## Liste des rédacteurs
| De             | À              | Rédacteurs                                            |
| -------------- | -------------- | ----------------------------------------------------- |
| juillet 1846   | août 1846      | Ludwig Bledow                                         |
| septembre 1846 | 1851           | Wilhelm Hanstein, Otto von Oppen                      |
| 1851           | 1852           | Otto von Oppen, ND Nathan                             |
| 1852           | 1856           | Otto von Oppen                                        |
| 1857           | janvier 1858   | Jean Dufresne                                         |
| février 1858   | 1864           | Max Lange                                             |
| janvier 1865   | 1866           | E. von Schmidt, Johannes Minckwitz                    |
| 1867           | 1871           | Johannes Minckwitz                                    |
| 1872           | 1876           | Johannes Minckwitz, Adolf Anderssen                   |
| décembre 1876  | 1878           | Constantin Schwede, Adolf Anderssen                   |
| janvier 1879   | décembre 1886  | Johannes Minckwitz                                    |
| janvier 1887   | 1891           | Curt von Bardeleben, Hermann von Gottschall           |
| 1892           | 1896           | Hermann von Gottschall                                |
| 1897           |                | Siegbert Tarrasch                                     |
| 1898           |                | Johann Berger, Paul Lipke                             |
| 1899           | 1916           | Johann Berger, Carl Schlechter                        |
| 1917           | 1918           | Carl Schlechter                                       |
| 1919           | 1921           | Jacques Mieses                                        |
| 1922           | 1923           | Friedrich Palitzsch                                   |
| 1924           |                | Friedrich Palitzsch, Ernst Grünfeld                   |
| 1925           |                | Max Blümich, Friedrich Palitzsch (de), Ernst Grünfeld |
| 1926           |                | Max Blümich, Friedrich Palitzsch                      |
| 1927           | 1931           | Max Blümich, Friedrich Palitzsch, Heinrich Ranneforth |
| 1932/02        | 1942           | Max Blümich, Heinrich Ranneforth, Josef Halumbirek    |
| mars 1942      | avril 1942     | Heinrich Ranneforth, Josef Halumbirek                 |
| mai 1942       | mars 1943      | Theodor Gerbec, Heinrich Ranneforth, Josef Halumbirek |
| avril 1943     | septembre 1944 | Ludwig Rellstab                                       |
| décembre 1950  | décembre 1988  | Rudolf Teschner                                       |

Une réimpression des années 1846 à 1944 en 29 volumes parait à partir de 1985 aux éditions Olms de Zurich.